# Tre pepparkaksgubbar
Tre pepparkaksgubbar, även känd som Vi komma, vi komma från Pepparkakeland eller Pepparkaksvisan, är en svensk julsång med text av Astrid Gullstrand och musik av Alice Tegnér. Sången publicerades 1913 både i Bärina Hallonhätta och andra visor och häfte 6 av Alice Tegnérs Sjung med oss, Mamma!.
Sången handlar om tre pepparkaksgubbar med ögon av korinter som berättar att de om julen kommer vandrande från Pepparkakeland. De har dock inte med sig någon tomte eller bock, eftersom dessa stannat kvar vid spisen tillsammans med pepparkaksgrisen. Sången brukar sjungas av pojkar utklädda till pepparkaksgubbar i samband med Luciatåg, ofta av en trio för att spegla sångtexten.

## Tryckta utgåvor (i urval)
- Sjung med oss, Mamma! 6, 1913
- Nu ska vi sjunga, 1943, under rubriken "Lekvisor"

## Inspelningar
En tidig inspelning gjordes av en flickkör som sjöng in sången på skiva i Solna i april 1931 och gav ut den i november samma år. Sången finns också insjungen på skiva av Ingela "Pling" Forsman, Mona Wessman och Peter Himmelstrand från 1975 på ett skivalbum med "Nu ska vi sjunga"-tema.
Sången har också spelats in på spanska av Maria Llerena som "Tres viejos del paiz de los bizchochos" på skivalbumet Chiquitico mio från 1988.